# 宝光街道
宝光街道，是中华人民共和国广东省茂名市高州市下辖的一个乡镇级行政单位，是高州的卫星城镇，因高州的标志性建筑“宝光塔”坐落于此而得名，原为西岸街道，2003年11月与顿梭镇合并，整合成新的宝光街道，调整后，宝光街道办事处管辖原顿梭镇和原西岸街道办事处的行政区域范围。全街道总面积159平方公里，总人口8.75万人。

## 旅游景点
- 宝光塔
- 缅茄树
- 观山
- 佛子岭
- 红荔水利枢纽

## 工业园区
- 宝光生态产业园
- 高垌工业园区
- 茶亭工业园区

## 基础设施
- 学校：广东茂名幼儿师范专科学校（高州校区）、高州市第八中学
- 住宅区：高州碧桂园凤凰城、碧桂园凯旋华府、蓝光钰龙湾
- 文体场所：高州市博物馆
- 医院：高州市人民医院疗养中心（建设中）
- 公园：观山公园、宝光公园

## 交通
- 车站：高州汽车客运站（旧省站）
- 主干道：G207国道、通川大道

## 行政区划
宝光街道下辖以下地区：
平江社区、观山社区、宝光社区、顿梭社区、广潭村、新塘村、北江村、西岸村、红花村、高垌村、茶亭村、丁堂村、程村、顿梭村、贵牌村、荷木坡村、曹垌村、西垌村、秧坡村、下汉村、西镇村和八角山村。